# Лерибе (район)
Лерибе (сесото Leribe) — один из 10 районов Лесото. Административный центр — город Хлоце. Кроме административного центра, в районе есть ещё один город — Мапуцве. Название района происходит от названия французской протестантской миссии, основанной в этих местах в 1859 году.
Площадь — 2 828 км². Население — 293 369 человек (2006) (одно из самых высоких среди районов Лесото).

## Географическое положение
Граничит на западе с провинцией Фри-Стейт (ЮАР); на севере — с районом Бута-Буте, на юго-востоке — с районом Таба-Цека, на востоке с районом Мокотлонг и на юго-западе с районом Берья.

## Административное деление
Район делится на 13 округов и 18 местных советов.

### Округа
- Хлоце
- Колоньяма
- Ликхетлане
- Махобонг
- Малиба-Мацо
- Мапуцве
- Матлакенг
- Мохоболло
- Мпхосонг
- Пека
- Пела-Цвеу
- Таба-Пацва
- Цикване

### Местные советы
- Феньяне
- Хлеохенг
- Кхомокхвана
- Лимамарела
- Линаре
- Личочела
- Майса-Пока
- Малаваненг
- Манка
- Матламенг
- Менкхваненг
- Мотати
- Мпоросане
- Пиценг
- Сепоконг
- Серупане
- Сешоте
- Цвилицвили